# Saint-Léger-de-Rôtes
Saint-Léger-de-Rôtes är en kommun i departementet Eure i regionen Normandie i norra Frankrike. Kommunen ligger i kantonen Bernay-Est som tillhör arrondissementet Bernay. År 2022 hade Saint-Léger-de-Rôtes 456 invånare.

## Befolkningsutveckling
Antalet invånare i kommunen Saint-Léger-de-Rôtes
Referens:INSEE